# Trigger (bicí nástroje)

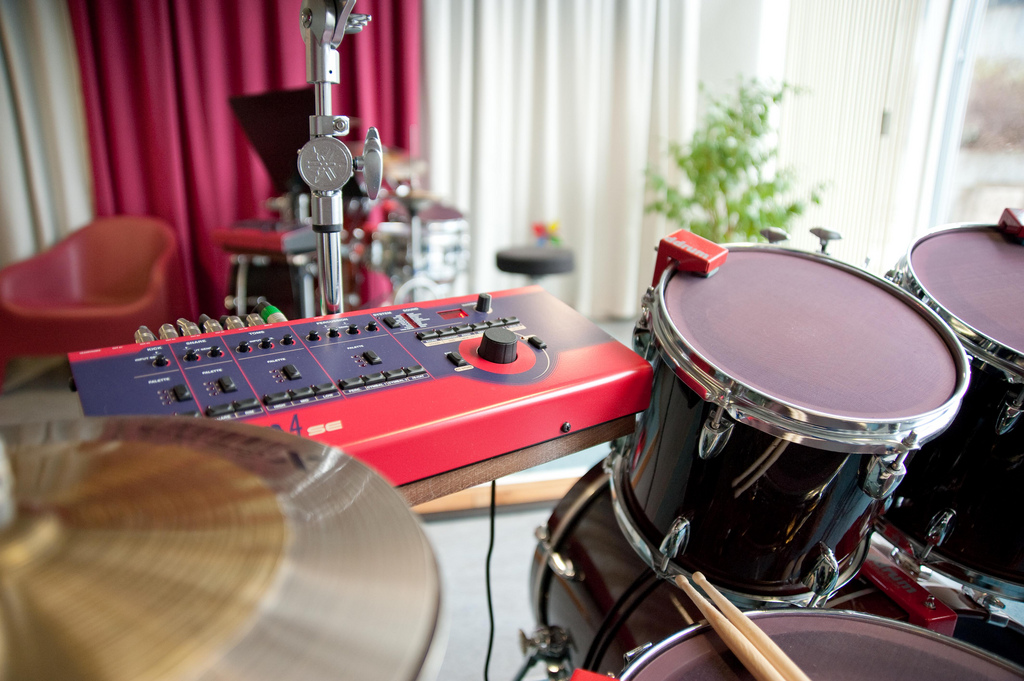
Trigger a elektronický modul na bicích nástrojích

U bicích nástrojů se triggerem rozumí elektronický převodník, který je připevněný k bubnu, činelu, nebo jinému nástroji a spolu s elektronickým modulem tvoří sestavu, pomocí které je možné snímat sílu úderu a dále ji reprodukovat pomocí zvukové banky. Pro různé nástroje se vyrábí specifické triggery. Například trigger pro snare má většinou dva kanály, pro ráfek i blánu bubnu. Zatímco přechodové bubny většinou snímají pouze údery na blánu bubnu.
Triggery se začaly objevovat na začátku 90. let minulého století. Většinou se využívaly na kopáky v heavy metalových kapelách. Dnes už se používají spíše v elektronické hudbě, většinou pro spouštění speciálních zvukových efektů, které změní výstupní zvuk bubnu. Divák na živém vystoupení tak slyší pouze zvuk z modulu a originální zvuk bubnu vůbec neslyší.